# Celestyn Rydlewski

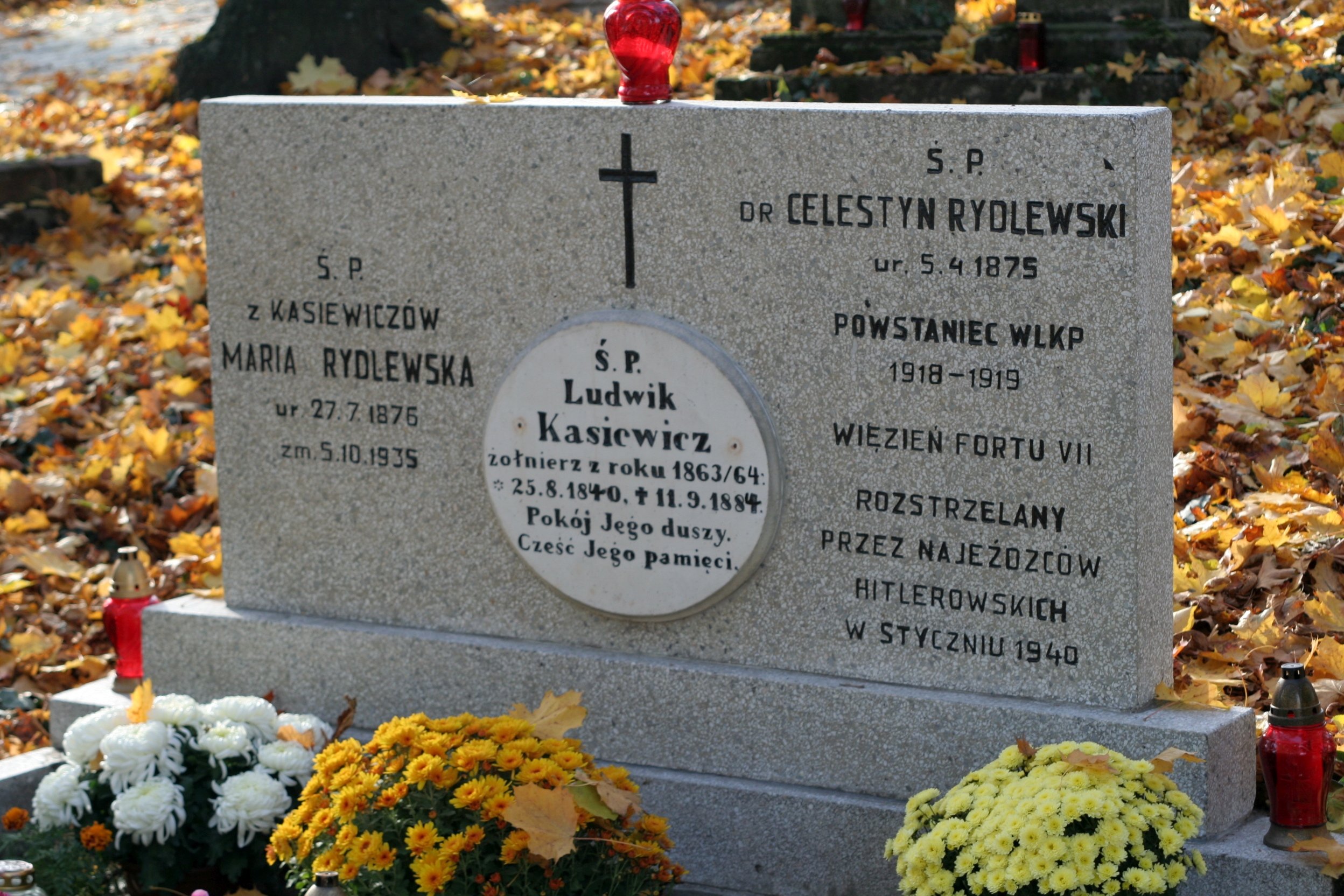
Grób Celestyna Rydlewskiego na cmentarzu Zasłużonych Wielkopolan w Poznaniu

Celestyn Rydlewski (ur. 5 kwietnia 1875 w Jarocinie, zm. 13 stycznia 1940 w Poznaniu) – major lekarz Wojska Polskiego, doktor medycyny, poznański działacz społeczny i polityczny.

## Życiorys
Urodził się w rodzinie Franciszka, mistrza malarskiego, i Marii ze Szkudlińskich. Ukończył w 1896 Gimnazjum Fryderyka Wilhelma w Poznaniu. Studiował medycynę we Wrocławiu i Greifswaldzie, gdzie w 1901 zdał egzamin królewski, a w 1909 uzyskał doktorat z medycyny. Podczas studiów działał w Towarzystwie Tomasza Zana, „Czerwonej Róży” i „Białym Orle”. Publikował artykuły polityczne na łamach „Dziennika Berlińskiego” i „Gońca Wielkopolskiego”. Za działalność narodową aresztowany i skazany wyrokiem sądu niemieckiego na miesiąc więzienia. Był członkiem Ligi Narodowej w 1900 roku. Działał w „Straży” i Radzie Głównej Ligi Narodowej.
W 1901 w Poznaniu otworzył praktykę lekarską. W latach 1905–1930 był prezesem drukarni polskiej, od 1915 członkiem kierownictwa Narodowej Demokracji. W latach 1916–1918 wcielony do Armii Cesarstwa Niemieckiego służył jako lekarz sztabowy (kapitan) w komisji poborowej w Poznaniu. Od jesieni 1918 związany był z tajną komendą Straży Obywatelskiej w Poznaniu. 10 listopada wszedł do Komitetu Obywatelskiego, który desygnował go do Rady Robotniczej i Żołnierskiej w Poznaniu, skupiającej żołnierzy Armii Cesarstwa Niemieckiego narodowości polskiej. Do chwili rozwiązania Wydziału Wykonawczego Rady, w lutym 1919 był jego przewodniczącym. Od kwietnia 1919 pełnił funkcję lekarza Naczelnej Komendy Straży Ludowej.
Uczestnik powstania wielkopolskiego. 30 października 1919 został wyznaczony Komisarzem Rządu Polskiego do ustalenia granic Wolnego Miasta Gdańska. Od 1 sierpnia 1920 do 1923 pełnił funkcję Komisarza Granicznego na granicy Wolnego Miasta Gdańska. Uczestnik III powstania śląskiego. Od marca do czerwca 1921 był na Śląsku oficerem łącznikowym pomiędzy DOGen a Wojciechem Korfantym.
10 listopada 1921 został zwolniony do rezerwy. W 1924 został zweryfikowany majorem rezerwy ze starszeństwem z 1 czerwca 1919 w korpusie oficerów rezerwy sanitarnych, w grupie lekarzy. Posiadał przydział mobilizacyjny do 7 Batalionu Sanitarnego w Poznaniu. Dziesięć lat później, w tym samym stopniu i z tym samym starszeństwem, był oficerem pospolitego ruszenia z przydziałem mobilizacyjnym do Kadry Zapasowej 7 Szpitala Okręgowego w Poznaniu.
Aresztowany przez Niemców w październiku 1939, został osadzony w Forcie VII w Poznaniu i tam 13 stycznia 1940 zamordowany przez Niemców w egzekucji poza obrębem fortu. Pochowany na cmentarzu Zasłużonych Wielkopolan w Poznaniu (kwatera 6-15).
Był dwukrotnie żonaty. Po raz pierwszy od 1903 z Marią z Kasiewiczów (1876–1935), z którą miał dzieci: Halinę (1904–1961), Bogdana (1906–1945), Aleksandrę (1908–1987), Marię (ur. 1914) i Stanisława (1918–1979). Po raz drugi, w 1937 ożenił się z Haliną Eis (1904–1946), z którą miał córkę (1939–1940).

## Ordery i odznaczenia
- Krzyż Kawalerski Orderu Odrodzenia Polski (2 maja 1923)[7][8]
- Krzyż Walecznych[1]
- Medal 3 Maja[3]